# Lampranthus gydouwensis
Lampranthus gydouwensis är en isörtsväxtart som beskrevs av L. Bol. Lampranthus gydouwensis ingår i släktet Lampranthus och familjen isörtsväxter. Inga underarter finns listade i Catalogue of Life.